# Дункан II
Дункан II (гэльск. Donnchad, англ. Duncan II, раньше 1060 — 12 ноября 1094) — король Альбы (Шотландии) (1094), сын короля Малькольма III.

## Биография
В 1072 году Дункан был отослан в Англию в качестве заложника, где он жил при дворе английского короля не как пленник, а как почётный гость, был воспитан в нормандских традициях и даже посвящён в рыцари.
После гибели отца в 1093 году Дункан заявил о своих претензиях на шотландский престол. В мае 1094 года с помощью войска своего тестя Госпатрика Нортумбрийского Дункан захватил Эдинбург, прогнал дядю Дональда III и короновался как король Шотландии. Дональд отступил в горы и поднял восстание против прибывших с Дунканом англичан. Дункан отослал своих союзников обратно, но мятежники не успокоились и 12 ноября 1094 года убили короля в Берике.